# Rias Baixas

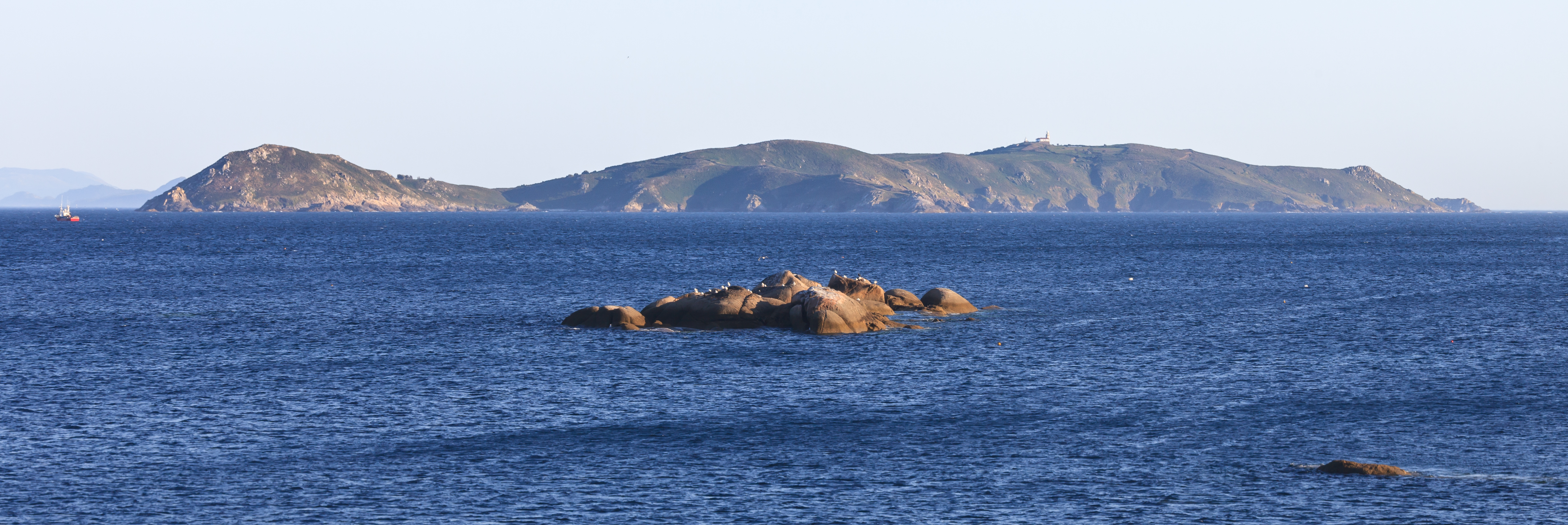
Ilha de Ons

As Rías Baixas formam a parte sul da área costeira da Galiza. Ocupam a costa oeste da província da Corunha e toda a costa da província de Pontevedra, desde o Cabo Fisterra até a fronteira portuguesa. É formada, de norte a sul, pelas seguintes rias: 
- Ria de Corcubión
- Ria de Muros e Noia
- Ria de Arousa
- Ria de Pontevedra
- Ria de Vigo

Caracterizam-se pelo seu tamanho, grande em relação às Rías Altas galegas. Sua colmatagem é relativamente baixa.

## Principais portos comerciais e pesqueiros
- Porto de Marín-Pontevedra - Porto comercial importante -  - Província de Pontevedra
- Vigo - Porto comercial importante e Porto pesqueiro -    - Província de Pontevedra
- Vilagarcía de Arousa - Porto comercial importante-  - Província de Pontevedra
- Bueu - Porto pesqueiro -   - Província de Pontevedra
- Ribeira - Porto pesqueiro -   - Província da Corunha
- Cangas - Porto pesqueiro -   - Província de Pontevedra
- Baiona - Porto pesqueiro -   - Província de Pontevedra